# Отель «Артемида»
«Отель „Артемида“» (англ. Hotel Artemis) — американский приключенческий боевик режиссёра Дрю Пирса.
Премьера в США состоялась 19 мая 2018 года в театре Regency Village Theater в Вествуде, Лос-Анджелес. В России премьера фильма прошла 23 августа.

## Сюжет
21 июня 2028 года. В Лос-Анджелесе вспыхнул бунт из-за приватизации городского водоснабжения. Воспользовавшись хаосом профессиональный преступник Шерман пытается ограбить банк, в результате чего половина его команды погибает, а его брат Лев и ещё один сообщник тяжело ранены. Во время ограбления Лев берет красивую ручку у хорошо одетого клиента банка, который говорит Льву, что тот совершает ужасную ошибку. Они сбегают в близлежащий отель «Артемида», где расположена секретная больница для преступников под управлением Жан «медсестра» Томас. Пребывающая в отеле в течение 22 лет из-за агорафобии и горя из-за смерти сына, Томас придерживается строгого набора правил, в том числе «Запрещено оружие», «Запрещено являться не членам» и «Запрещено убийство других гостей».
Шерман и Лев допускаются в отель, в то время как их сообщник принудительно выталкивается помощником Томас Эверестом. Лев, получивший кодовое имя «Гонолулу», получает передовые технологические процедуры, включая роботизированную хирургию и 3D-печать для трансплантации органов. Шерман встречает других гостей отеля: торговца оружием Акапулько и знакомую международную убийцу Ницу. По мере приближения бунта Томас получает известие о том, что скоро прибудет криминальный авторитет Ориан «Король Волк» Франклин. Подготовка осложняется прибытием умоляющего о помощи раненого полицейского Морган, являвшейся подругой детства покойного сына медсестры. Несмотря на предупреждения Эвереста и собственные правила Томас впускает гостью.
Томас показывает Шерману доказательства того, что его брат Лев — наркоман. Благодаря помощи Ницы Шерман обнаруживает, что украденная ручка отмечена символом Ориона, а также имеет потайное отверстие с жёлтыми бриллиантами на сумму более 18 млн долл. У Короля Волка есть строгая политика убивать укравших у него, сбрасывая их в океан. Шерман готовится сражаться с людьми преступного авторитета, пока его брат не восстановит свои силы. Прибывает переживший покушение на свою жизнь Орион, его сопровождение вместе с сыном Кросби оставляют в вестибюле. Эверест уводит Морган из отеля после лечения. Акапулько узнает, что Ница была нанята для убийства Короля Волка; она выводит из строя Акапулько и закладывает бомбу в электрогенератор отеля.
Дав Королю Волку аналог сыворотки правды, Томас узнаёт о его причастности к смерти её сына. В то время как по данным полиции он умер из-за передозировки, на самом деле её сын был убит после попытки украсть машину авторитета, который заплатил слугам закона за ложную информацию и использовал трагедию для найма медсестры для управления отелем. Томас готовится убить Ориона, но её отвлекает взрыв бомбы Ницы, который приостанавливает аппарат жизнеобеспечения Льва. Пока Томас пытается спасти его, наёмная убийца убивает преступного авторитета. Лев умирает, и Шерман готовится сражаться с Ницей, но на них нападает Акапулько; Шерман ранен, но ему удается убить торговца оружием.
Когда бунтовщики штурмуют улицы снаружи, Томас, Шерман и Ница пытаются покинуть отель, в то время как Эверест остается позади для отражения нападение людей Короля Волка; Ница также решает остаться, прикрывая побег Томаса и Шермана, прося прощение за всё. Кросби встречает дуэт, но они его убивают и им удаётся пробраться через бунтовщиков к машине Шермана. Томас решает остаться и оказать медицинскую помощь протестующим, сообщив Шерману о существовании аналогичного отеля «Апаче» в Лас-Вегасе.
Эверест включает вывеску отеля, когда Томас уходит.
В сцене в середине титров по экрану пробегает темная фигура, намекая на выжившую Ницу.

## В ролях
- Джоди Фостер — Жан Томас / медсестра
- Стерлинг К. Браун — Вайкики / Шерман
- София Бутелла — Ница
- Джефф Голдблюм — Ниагара
- Брайан Тайри Генри — Гонолулу
- Дженни Слейт — Морган
- Закари Куинто — Кросби Франклин
- Чарли Дэй — Акапулько
- Дейв Батиста — Эверест
- Кеннет Чои[англ.] — Букер
- Джош Тиллман — P-22
- Ивен Джонс — Троян Нэш
- Нэйтан Дэвис мл. — Рокко

## Производство
Разработка проекта началась в ноябре 2016 года, когда было объявлено, что Джоди Фостер сыграет главную роль в фильме по сценарию Дрю Пирса. Lionsgate приобрела права на международное распространение фильма на Берлинском кинофестивале 2017 года, а WME Global занималась выпуском фильма в Северной Америке.
Съёмки фильма проходили в Лос-Анджелесе в мае 2017 года и продолжались 33 дня.

## Критика
Фильм получил средние оценки кинокритиков. На сайте Rotten Tomatoes у него 57 % положительных рецензий на основе 169 отзывов со средним рейтингом 5,7 из 10. На Metacriticе — 58 баллов из 100 на основе 36 рецензий.